# 下鼓室動脈
下鼓室動脈（かこしつどうみゃく）は、頭頸部の動脈の一つ。上行咽頭動脈の小さな枝である。舌咽神経の枝である鼓室神経とともに側頭骨岩様部にある小さな孔を通り、鼓室内壁に栄養を供給し、他の鼓室動脈と吻合する。
この記事にはパブリックドメインであるグレイ解剖学第20版（1918年）557ページ本文が含まれています。